# Andriej Jeriomienko
Andriej Iwanowicz Jeriomienko (ros. Андрей Иванович Ерёменко, ukr. Єрьоменко Андрій Іванович; ur. 2 października?/14 października 1892 we wsi Markowka, zm. 19 listopada 1970 w Moskwie) – radziecki dowódca wojskowy, marszałek Związku Radzieckiego (1955), deputowany do Rady Najwyższej ZSRR 3., 4., 5., 6., 7. i 8. kadencji, Bohater Związku Radzieckiego (1944), Bohater Czechosłowackiej Republiki Socjalistycznej (1970). W wyniku nieprawidłowej transliteracji nazwiska, w historiografii polskiej występuje pod nazwiskiem Jeremienko.

## Życiorys
Urodził się 14 października we wsi Markowka (gubernia charkowska) w rodzinie chłopskiej. Od 1913 w armii rosyjskiej jako poborowy, walczył w I wojnie światowej. W latach 1918–1920 organizator oddziału partyzanckiego w Donbasie, który wszedł w skład Armii Czerwonej. W czasie wojny domowej na stanowiskach dowódczych m.in. szef sztabu brygady 1 Armii Konnej. W 1925 ukończył kurs doskonalenia dowódców oraz w 1931 kurs w Wojskowej Akademii Politycznej.
W 1935 ukończył Akademię Wojskową im. Michaiła Frunzego, następnie był dowódcą 14 Dywizji Kawalerii, korpusu kozackiego i korpusu zmechanizowanego. W 1939 brał udział w radzieckiej agresji na Polskę jako dowódca korpusu kawalerii. Brał udział w walkach o Grodno.
Od 14 stycznia 1941 (rozkaz LKO nr 0145) do 19 czerwca 1941 był dowódcą 1 Armii na Dalekim Wschodzie.
Po napaści Niemiec na ZSRR był dowódcą Frontu Zachodniego, zastępcą dowódcy i dowódcą Frontu Briańskiego (sierpień – październik 1941), od grudnia do lutego 1942 dowódcą 4 Armii Uderzeniowej, w okresie sierpień 1942 – luty 1943 dowódcą Frontu Południowo-Wschodniego, Frontu Stalingradzkiego i Frontu Południowego. W latach 1943–1945 pod jego dowództwem znalazły się kolejno: Front Kaliniński 9 kwietnia – listopad 1943, Samodzielna Armia Nadmorska (walcząca na Krymie luty – kwiecień 1944), 2 Front Nadbałtycki (kwiecień 1944 – luty 1945) i 4 Front Ukraiński (marzec – maj 1945). Uczestnik bitew: moskiewskiej i stalingradzkiej, walk pod Smoleńskiem, wyzwolenia Krymu, wybrzeża Bałtyku i Czechosłowacji. Był trzykrotnie ranny.
Po wojnie dowodził okręgami wojskowymi: Karpackim, Zachodniosyberyjskim i Północnokaukaskim. Od maja 1958 był w grupie inspektorów Ministerstwa Obrony ZSRR.
Deputowany do Rady Najwyższej ZSRR od 3. do 8. kadencji.
Pochowany pod murem kremlowskim na Placu Czerwonym w Moskwie.

## Publikacje
- Andriej Jeriomienko – Uwagi i polemiki
- Andriej Jeriomienko – Na kierunku zachodnim
- Andriej Jeriomienko – Stalingrad
- Andriej Jeriomienko – W naczale wojny

## Awanse
- gen. por. 04 czerwca 1940;
- gen. płk 11 września 1941;
- gen. armii 27 sierpnia 1943;
- marszałek Związku Radzieckiego 11 marca 1955.

## Odznaczenia
- Medal „Złota Gwiazda” Bohatera Związku Radzieckiego (29 lipca 1944)
- Order Lenina – pięciokrotnie (1938, 1944, 1945, 1962, 1967)
- Order Rewolucji Październikowej (1968)
- Order Czerwonego Sztandaru – czterokrotnie (1926, 1941, 1944, 1949)
- Order Suworowa I klasy – trzykrotnie (1943, 1944, 1945)
- Order Kutuzowa  I klasy (1943)
- Medal „Za rozwój dziewiczych ziem”
- Medal jubileuszowy „XX lat Robotniczo-Chłopskiej Armii Czerwonej”
- Medal „Za obronę Moskwy”
- Medal „Za obronę Stalingradu”
- Medal „Za zwycięstwo nad Niemcami w Wielkiej Wojnie Ojczyźnianej 1941–1945”
- Złota Gwiazda Bohatera Republiki Czechosłowackiej (28 kwietnia 1970, CSSR)
- Order Klementa Gottwalda (CSSR)
- Czechosłowacki Wojskowy Order Lwa Białego „Za zwycięstwo” (Czechosłowacja)
- Krzyż Wojenny Czechosłowacki 1939 (Czechosłowacja)
- Wielka Komandorska Legia Zasługi (USA)
- Order Krzyża Grunwaldu II klasy (24 czerwca 1946, Polska Ludowa)[2]
- Krzyż Kawalerski Orderu Virtuti Militari (24 czerwca 1946, Polska Ludowa)[2]
- Medal za Odrę, Nysę, Bałtyk (Polska Ludowa)